# عبد الحفيظ شيخ
عبد الحفيظ شيخ اقتصادي وسياسي باكستاني شغل منصب وزير المالية الفيدرالي وشؤون الإيرادات من 11 ديسمبر 2020 إلى 29 مارس 2021 عمل سابقًا مستشارًا لرئيس الوزراء لشؤون المالية والإيرادات من أبريل 2019 إلى ديسمبر 2020.
شغل سابقًا منصب وزير المالية الباكستاني بين عامي 2010 و 2013 ووزيرًا للمالية والتخطيط الإقليمي في حكومة السند بين عامي 2000 و 2002. كما كان عضوًا في مجلس الشيوخ الباكستاني من 2003 إلى 2006 ومرة أخرى من 2006 إلى 2012 ثم مرة أخرى من 2012 و2018.
عمل مستشارًا لرئيس وزراء باكستان للشؤون المالية بعد التعديل الوزاري الذي أجراه رئيس الوزراء عمران خان من 18 أبريل 2019 إلى 11 ديسمبر 2020. ومنذ 11 ديسمبر 2020، شغل منصب وزير المالية وشؤون الإيرادات الاتحادية. وعُزل من منصب وزير المالية في 29 مارس 2021، بسبب الضغط الشعبي الشديد على عمران خان بسبب ارتفاع التضخم. وحل محله حماد أزهر.